# Mega Man
Mega Man, Rockman (яп. ロックマン, Рокку ман) в Японії — відеогра в жанрах екшн і платформер, розроблена і випущена компанією Capcom для ігрової платформи Nintendo Entertainment System в 1987 році. Згодом багаторазово перевидавалася на різних ігрових консолях, включаючи сервіс Virtual Console. Гра стала початком однієї з найбільших  ігрових серій, отримавши безліч продовжень.

## Ігровий процес

Мегамен на одному з рівнів

### Основи
Гра є класичним представником екшн-платформерів. Гравець керує роботом на ім'я DLN-001 Мегамен, що може бігати, стрибати, лізти по драбинах і стріляти. Йому потрібно пройти низку рівнів, наповнених пастками та ворогами, щоб в кінці кожного подолати боса та пройти на наступний рівень і так до фіналу. Мегамен володіє кількома життями, запасом здоров'я та запасом енергії своєї зброї. Всі рівні складаються з кількох частин, які займають по екрану. Якщо Мегамен повертається на попередній екран, всі вороги та пастки на ньому відновлюються. Успіхи гравця виражаються в очках.
По ходу гри гравцеві належить знищити 6 босів-роботів (робот-майстри), проти кожного з яких необхідно застосовувати певні тактичні прийоми і унікальну зброю. Після знищення всіх босів з'являється новий великий рівень, присвячений доктору Вайлі, де гравцеві належить знов битися з усіма раніше подоланими босами. Там же Мегамену доведеться битися зі своїм двійником. Головним босом є доктор Вайлі, що керує своєю літаючою машиною.

### Зброя
| Символ | Назва                            | Ефект |
| ------ | -------------------------------- | --- |
| P      | Плазмова гармата (Plasma Cannon) | стандартна зброя Мегамена, слабка, зате з нескінченним боєзапасом                                                                                      |
| B      | Гіпербомба (Hyper Bomb)          | Мегамен кидає бомбу, яка через кілька секунд вибухає                                                                                                   |
| E      | Громовий промінь (Thunder Beam)  | створює широкі переплетіння блискавок, стріляє лише вперед і вертикально                                                                               |
| G      | Суперрука (Super Arm)            | дозволяє піднімати нею важкі блоки й кидати їх у ворога                                                                                                |
| I      | Крижаний удар (Ice Slasher)      | вистрілює крижану стрілу, що заморожує ворогів |
| F      | Вогняна буря (Fire Storm)        | дозволяє стріляти вогняними кулями, а навколо Мегамена літає згусток вогню, що захищає його і завдає додаткових втрат ворогам, котрі торкаються робота |
| C      | Ножиці-бумеранг (Rolling Cutter) | Мегамен викидає бумеранг, подібний до ножиць, який повертається до нього                                                                               |

### Бонуси
| Назва                                        | Ефект |
| Плюс один (1-UP)                             | Дає 1 додаткове життя |
| Життєва енергія (велика) (Life Energy (Big)) | Поповнює 10 одиниць здоров'я |
| Життєва енергія (мала) (Life Energy (Small)) | Поповнює 2 одиниці здоров'я |
| Магнітний промінь (Magnet Beam)              | Дозволяє створювати платформу, по якій можна ходити аби перетнути провалля. Платформа зникає через 5 секунд. Довжина платформи залежить від часу утримання кнопки стрільби |
| Бонусна куля (Bonus Ball)                    | По завершенню рівня додає до рахунку 1000 очок |
| Енергія зброї (велика) (Weapon Energy (Big)) | Поповнює 10 одиниць енергії екіпірованої зброї |
| Енергія зброї (мала) (Weapon Energy (Small)) | Поповнює 2 одиниці енергії екіпірованої зброї |
| Турбіна (Yashichi)                           | Повністю поповнює запаси здоров'я та енергії |

### Роботи-майстри
| Робот                       | Його зброя       | Слабкість        |
| --------------------------- | ---------------- | ---------------- |
| Ріжуча людина (CutMan)      | Ножиці-бумеранг  | Суперрука        |
| Електрична людина (ElecMan) | Громовий промінь | Ножиці-бумеранг  |
| Крижана людина (IceMan)     | Крижаний удар    | Громовий промінь |
| Вогняна людина (FireMan)    | Вогняна буря     | Крижаний удар    |
| Людина-бомба (BombMan)      | Гіпербомба       | Вогняна буря     |
| Могутня людина (GutsMan)    | Суперрука        | Гіпербомба       |

### Боси доктора Вайлі
| Бос                                       | Слабкість                         |
| ----------------------------------------- | --------------------------------- |
| Жовтий Диявол (Yellow Devil)              | Громовий промінь                  |
| Бульбашка (CWU-01)                        | Плазмова гармата, Суперрука       |
| Копія Мегамена (Copy Robot)               | Гіпер-бомба, Грозовий промінь     |
| Машина Вайлі 1 (Wily Machine №1), форма 1 | Вогняна буря                      |
| Машина Вайлі 1 (Wily Machine №1), форма 2 | Ножиці-бумеранг, Грозовий промінь |

## Сюжет
Видатний вчений доктор Томас Лайт створив серію роботів-майстрів для виконання повсякденної роботи. Проте його опонент, заздрісний доктор Альберт Вайлі, перепрограмував роботів, аби з їх допомогою контролювати світ. Лише перший робот Мегамен виявився несприйнятливим до перепрограмування і просить доктора Лайта відправити його зупинити Вайлі. Вчений забезпечує робота бронею та зброєю і той вирушає в подорож. В японській версії гри, на відміну від американської, зазначається, що Лайт і Вайлі раніше працювали разом, а події відбуваються в місті Монстерополіс.
Спочатку гравцеві пропонується пройти 6 рівнів, якими керують роботи-майстри. Проходити їх можна в будь-якому порядку, проте після перемоги над кожним роботом дається зброя, до якої вразливий інший. Тому оптимальний порядок проходження: Ріжуча Людина — Електрична людина — Крижана людина — Вогняна людина — Людина-бомба — Силач.
Після цього Мегамен входить до фортеці доктора Вайлі, що складається з іще 4-х рівнів. Там він долає Жовтого Диявола, Бульбашку, і врешті бореться з літаючою машиною доктора Вайлі.
Пройшовши всі рівні, Мегамен перемагає літаючу машину доктора Вайлі. У вітальному повідомленні говориться, що не всі злі сили переможено і Мегамену належить продовжити боротися за мир. В титрах Мегамен біжить додому і врешті зустрічає доктора Лайта з роботом-дівчинкою Ролл.

## Цікаві факти
- Тільки в цій частині серії є підрахунок очок.
- Тільки в цій частині 6 роботів-босів, а не 8.
- Тільки в цій частині в кімнаті перед босами є вороги.
- Це єдина гра в серії на даній платформі, де не присутній візуально замок головного антагоніста Вайлі.
- Це єдина гра в серії, де літаюча тарілка Вайлі має червоно-золотий колір. В інших іграх вона блакитна і золота.